# Théâtre de Darmstadt
Le Théâtre d'État de Darmstadt est un lieu de spectacle où sont données des représentations d'opéra, de danse, de théâtre ainsi que des concerts. Il est géré par l'État de Hesse et la ville de Darmstadt.
Dans la grande salle, qui est principalement dévolue à l'opéra, se trouvent 956 places. L'autre salle, principalement consacrée à l'art dramatique et à la danse, comporte 482 places. 

## Sources
- (de) Cet article est partiellement ou en totalité issu de l’article de Wikipédia en allemand intitulé « Staatstheater Darmstadt » (voir la liste des auteurs).